# (16765) Agnesi
(16765) Agnesi ist ein Asteroid des Hauptgürtels, der am 16. Oktober 1996 vom italo-amerikanischen Astronomen Paul G. Comba, von seinem privaten Prescott-Observatorium aus (IAU-Code 684), entdeckt wurde.
Der Himmelskörper wurde am 9. Januar 2001 nach der italienischen Mathematikerin und Philanthropin Maria Gaetana Agnesi (1718–1799) benannt, die im Zeitalter der Aufklärung lebte und 1748 von Papst Benedikt XIV. zur Professorin der Universität Bologna ernannt wurde, wobei sie dort niemals lehrte. Nach Maria Gaetana Agnesi war schon 1991 ein Venuskrater auf der südlichen Venushemisphäre benannt worden: Venuskrater Agnesi.